# Andy Clyde
Andy Clyde (Blairgowrie, 25 marzo 1892 – Los Angeles, 18 maggio 1967) è stato un attore statunitense di origine scozzese.

## Biografia
Era il quinto di sei figli dell'attore teatrale, produttore e manager John Clyde. Anche il fratello di Clyde, David, e sua sorella Jean, divennero attori del grande schermo.
Sebbene la carriera cinematografica di Andy Clyde sia durata 45 anni, il suo nome è legato ai ruoli di California Carlson nella serie di film del cowboy Hopalong Cassidy (e nell'omonima serie TV, del contadino Cully Wilson nella serie televisiva Lassie della CBS e del vicino di casa George MacMichael della sitcom The Real McCoys della ABC.

## Filmografia parziale

### Cinema
- Lucky Stars, regia di Harry Edwards (1925)
- Song of the Prairie, regia di Ray Nazarro (1945)
- Fool's Gold, regia di George Archainbaud (1946)
- Gunslingers, regia di Wallace Fox (1950)

### Televisione
- Lassie – serie TV (1954)
- Corky, il ragazzo del circo (Circus Boy) – serie TV, episodi 1x02-1x18-1x31-2x03 (1956-1957)
- The Real McCoys – serie TV (1957)
- The Texan – serie TV, episodi 1x03-2x22 (1958-1960)
- The Restless Gun – serie TV, episodio 2x37 (1959)
- Lock Up – serie TV, episodio 2x20 (1961)
- No Time for Sergeants – serie TV (1964)